# Ludwig Müller (Fußballspieler)
Ludwig „Luggi“ Müller (* 25. August 1941 in Haßfurt; † 24. Juni 2021 ebenda) war ein deutscher Fußballspieler. Er war in den Jahren 1968, 1970 und 1971 dreimal deutscher Meister mit den Vereinen 1. FC Nürnberg und Borussia Mönchengladbach.

## Sportliche Laufbahn

### Vereinskarriere

#### 1. FC Haßfurt
Ludwig Müller lernte das Fußballspiel bei der Jugendabteilung des 1. FC Haßfurt in Unterfranken. Mit 20 Jahren erlebte er den Aufstieg seines Heimatvereins in die II. Division Süd. In den zwei Runden 1961/62 und 1962/63 sammelte er wertvolle Spielpraxis im Unterbau der Oberliga Süd. Durch die neue Klasseneinteilung ab der Saison 1963/64 spielte er im Startjahr der Fußball-Bundesliga mit Haßfurt in der 1. Amateurliga Bayern. Im Sommer 1964 holte ihn das „Club“-Präsidium nach Nürnberg.

#### 1. FC Nürnberg
Der ehrgeizige Abwehrspieler begann seine Karriere in der Fußball-Bundesliga beim 1. FC Nürnberg unter dem neuen Trainer Gunther Baumann. Dieser übernahm das Traineramt von Jenő Csaknády, der ab dem 1. November 1963 Herbert Widmayer abgelöst hatte. Die weiteren Neuzugänge Anton Allemann, Rolf Wüthrich und Manfred Greif sollten die Offensive beleben. Der „Club“ kam in der Runde 1964/65 auf den 6. Tabellenplatz und „Luggi“ Müller war 28 Mal im Einsatz gewesen. Sein Können stabilisierte die Defensive um den Stopper Ferdinand Wenauer. Ab dem 3. Januar 1967 übernahm Max Merkel das Traineramt in der Noris. Mit der Rückrundenbilanz von 20:14 Punkten führte er Nürnberg 1966/67 auf den 10. Rang in der Abschlusstabelle. Müller hatte 27 Spieleinsätze. In der Runde 1967/68 gelang Max Merkel mit dem 1. FC Nürnberg der Gewinn der deutschen Fußballmeisterschaft. Der als „eisenhart“ bekannte Abwehrspieler hatte großen Anteil am Meistertitel. Meist setzte ihn der Trainer auf den gegnerischen Torjäger an, um den sich Müller dann zumeist erfolgreich kümmerte. Mit 37 Gegentreffern hatte die Defensive des neuen Meisters die wenigsten Treffer zugelassen. Zwar glänzte der Sturm mit Zvezdan Čebinac, Heinz Strehl, Franz Brungs, August Starek und Georg Volkert in vielen Spielen der Meisterrunde (7:3 gegen Bayern München), Garant für den Erfolg aber war die erstklassige Abwehr mit Müller, der 33 Spiele absolviert hatte. Als Titelverteidiger lieferte das Team von „Zampano“ Merkel in der Saison 1968/69 die nächste Sensation ab, der 1. FC Nürnberg stieg ab. Besiegelt war der Abstieg nach der 0:3-Niederlage am 7. Juni 1969 beim 1. FC Köln. Müller hatte von 1964 bis 1969 136 Spiele mit 10 Toren für Nürnberg bestritten.

#### Borussia Mönchengladbach
Nach zwei dritten Plätzen in den Runden 1967/68 und 1968/69 war für Trainer Hennes Weisweiler bei Borussia Mönchengladbach die personelle Stärkung der Abwehr angesagt. Er verpflichtete den Libero Klaus-Dieter Sieloff für die Zentrale des Defensivverbundes vom VfB Stuttgart und den Vorstopper Ludwig Müller vom 1. FC Nürnberg. Die zwei Meisterschaftsgewinne in den Jahren 1970 und 1971 bestätigten diese Maßnahmen eindrucksvoll. In den beiden Spielzeiten kam Ludwig Müller auf 67 Bundesligaeinsätze. Mönchengladbach spielte erfolgreichen Angriffsfußball auf der Grundlage der Qualität der Abwehr. Im Europacup der Meister in der Serie 1970/71 ragte das Rückspiel gegen den FC Everton am 4. November 1970 im Goodison Park vor 45.000 Zuschauern heraus. Das Spiel stand nach Verlängerung 1:1-Unentschieden und wurde im Elfmeterschießen entschieden. „Luggi“ Müller vergab für Gladbach den fünften Strafstoß und Everton kam in die nächste Runde. Im Europacup der Runde 1971/72 traf das Team vom Bökelberg im Achtelfinale am 20. Oktober 1971 in Mönchengladbach auf Inter Mailand. Mit 7:1 Toren deklassierte die Mannschaft von Hennes Weisweiler den italienischen Meister in einem spielerischen Feuerwerk. Da Inter-Stürmer Roberto Boninsegna in der 29. Minute durch einen Büchsenwurf am Kopf getroffen wurde und in die Kabine getragen wurde, annullierte die UEFA das Spiel. Es wurde am 1. Dezember 1971 in Berlin neu angesetzt. Nach einem schweren Foul Boninsegnas zog sich „Luggi“ Müller in der 89. Minute einen Schien- und Wadenbeinbruch zu. Er legte danach eine fast neunmonatige Pause ein. Nach 14 Spielen und 3 Toren war für ihn die Runde 1971/72 beendet. Da sich die völlige Wiederherstellung der Leistungsfähigkeit verzögerte und im Gladbacher Defensivkader die Konkurrenten (Bonhof, Bleidick, Rosenthal, Sieloff, Surau, Vogts und Wittkamp) auf sehr hohem Niveau standen, wechselte er Anfang Oktober 1972 an die Spree zu Hertha BSC. Ludwig Müller hatte zwischen 1969 und 1972 für Borussia Mönchengladbach 82 Bundesliga-Spiele bestritten und 6 Tore erzielt. Der technisch beschlagene Vorstopper war nicht nur ein großer Rückhalt in der Defensive, sondern machte sich auch um das Aufbauspiel aus der Abwehr heraus verdient.

#### Hertha BSC
Nachdem "Luggi"  Müller einen Leistungstest bestanden hatte, wechselte er zur Saison 1972/73 für eine Ablösesumme von 60.000 DM nach Berlin. Am 7. Oktober 1972 debütierte der Haßfurter im Dress der Herthaner beim 1:1-Unentschieden gegen Werder Bremen. Zusammen mit Erich Beer und Lorenz Horr bildete er fortan eine Achse im Berliner Spiel. Er absolvierte ab seinem Einstand 97 Bundesligaspiele in Folge für die Berliner und erzielte dabei 10 Tore. Bei seinem letzten Spiel am 14. Juni 1975 im Olympiastadion verwandelte er in der 45. Minute einen Elfmeter zur 3:0-Führung gegen den VfL Bochum. Zum Berliner Abschied und zum Abschluss seiner Karriere feierte er mit Hertha BSC die Vizemeisterschaft. Jahre später wählten ihn die Berliner Fans in ihre „Jahrhundert-Elf“.
Von 1964 bis 1975 hat er in der Bundesliga insgesamt 314 Spiele bestritten und dabei 26 Tore erzielt.

#### Karriereende in Haßfurt
Zum Ausklang seiner Karriere wechselte er 1975 zurück zu seinem Heimatverein, den er in den folgenden Jahren zu den größten Erfolgen in der Vereinsgeschichte führte. Mit ihm als Spielertrainer gelang schon 1976 der Aufstieg in die damals drittklassige Bayernliga, 1977 wurde die Vizemeisterschaft und 1978 vor den beiden Ingolstädter Vereinen ESV und MTV die Meisterschaft errungen. Bis zu 10.000 Zuschauer kamen damals ins Stadion an der Flutbrücke. Aus finanziellen Gründen verzichtete der Verein jedoch auf den Aufstieg in die Zweite Liga Süd. 1979 beendete Müller seine Laufbahn als Spieler.
In den folgenden Jahren gab Müller kurze Gastspiele als Trainer beim 1. FC Haßfurt und beim 1. FC Bamberg.
Als 52-Jähriger erlitt er in einem Spiel einen weiteren Schien- und Wadenbeinbruch.

### Auswahleinsätze
Die erste Berufung in ein DFB-Team erhielt Ludwig Müller zum Spiel der Juniorennationalmannschaft gegen England am 25. Mai 1965 in Freiburg, das seine Mannschaft mit 1:0 gewann. Durch den Gewinn der deutschen Meisterschaft 1968 spielte er sich kurzzeitig in die Nationalmannschaft unter Bundestrainer Helmut Schön. Während der zwei prestigeträchtigen Spiele gegen England und Brasilien am 1. und 16. Juni 1968 bildete er zusammen mit Klaus Fichtel und Wolfgang Weber die Läuferreihe. Die Begegnungen wurden mit 1:0 und 2:1 gewonnen. In der Abstiegsrunde des „Clubs“ 1968/69 kam er noch zu drei weiteren Einsätzen in der Nationalmannschaft. Sein sechstes und letztes A-Länderspiel war nach dem Wechsel zur Gladbacher Borussia im Herbst 1969 ein 1:0-Sieg in Sofia gegen Bulgarien.

### Erfolge
- Deutscher Meister: 1968, 1970, 1971

## Weiterer Werdegang
Während seiner aktiven Zeit betrieb Ludwig Müller in seiner Heimatstadt Haßfurt mit seiner Frau Margot zwei Damen-Konfektionsgeschäfte. Am 24. Juni 2021 starb Ludwig Müller nach schwerer Krankheit in seiner Heimatstadt.